# Vers un destin insolite sur les flots bleus de l'été
Pour plus de détails, voir Fiche technique et Distribution.
Vers un destin insolite sur les flots bleus de l'été (Travolti da un insolito destino nell'azzurro mare d'agosto) est un film italien écrit et réalisé par Lina Wertmüller et interprété par Giancarlo Giannini et Mariangela Melato. Le film sorti en 1974 raconte l'histoire d'une riche femme dont les vacances sur un yacht avec des amis en mer Méditerranée prennent une tournure inattendue quand elle et l'un des membres d'équipage du bateau sont séparés des autres et qu'ils s'échouent sur une île déserte. Les croyances capitalistes de la passagère bourgeoise et celles communistes du membre d'équipage prolétaire se heurtent rapidement, mais au cours de leur lutte pour leur survie, leurs rôles sociaux s'inversent.

## Synopsis
Une arrogante et riche femme capitaliste nommée Raffaella (Mariangela Melato) est en vacances sur un yacht en mer Méditerranée avec des amis. Tout en nageant, bronzant et parlant sans cesse des vertus de sa classe, elle se moque de l'inutilité de la gauche politique. Mais ce monologue infernal exaspère l'un des matelots sur pont du yacht, Gennarino (Giancarlo Giannini), un communiste convaincu qui peine à garder pour lui des opinions qui contrarieraient son patron, risquant de lui faire perdre son bon emploi. En dépit d'humiliantes insultes, Gennarino accepte de l'emmener sur un bateau plus tard dans la soirée afin de voir ses amis qui ont pris de l’avance sur eux. En chemin, le moteur du hors-bord lâche, les laissant tous deux au beau milieu de la mer sans aucune terre en vue.
Après une nuit en mer, Gennarino parvient à faire redémarrer le moteur, mais n'a aucune idée de l’endroit où ils sont, ni comment se rendre à terre. Finalement, ils repèrent une île et décident de s’y diriger, détruisant leur canot en même temps. À terre, ils se découvrent seuls sur l'île et naufragés. Habituée à ce que tout le monde soit aux petits soins pour elle, Raffaella commence à commander Gennarino, mais pour lui c'est la goutte d'eau qui fait déborder le vase et il refuse de l'aider plus longtemps. Raffaella réagit par une pluie d'insultes, puis ils se séparent afin d’explorer l'île par leurs propres moyens.
Beaucoup mieux adapté à la vie sur l'île que Raffaella, Gennarino commence à attraper des langoustes et à les faire cuire. Leurs rôles s’inversent alors progressivement. Comme elle doit compter sur lui pour se nourrir, Gennarino exige qu'elle devienne son esclave, convaincu que les femmes sont nées pour servir les hommes, l’obligeant même à l'indignation de laver ses sous-vêtements. Lorsqu’elle réagit avec mépris ou colère, il la gifle. Indéniablement attiré par Raffaella, Gennarino tente de la violer, mais se ravise ensuite, jugeant qu'il serait plus satisfaisant qu’elle se donne à lui volontairement. Peu à peu, elle tombe amoureuse de lui et devient de plus en plus docile, de sorte qu'ils atteignent une sorte d'équilibre, même si Gennarino la frappe parfois. 
Finalement, ils repèrent un bateau et bien que tous deux soient réticents à délaisser leur petit paradis, ils font signe au navire qui vient les sauver. Le retour à la maison les ramène rapidement à leur ancienne vie et à leur ancien statut social. Retrouvant ses amis, elle embrasse de nouveau les mœurs de la haute société tandis que lui retourne à une simple vie de travailleur de classe inférieure. Ils comprennent tous deux quelque chose de profond et de troublant à propos de ce qu'ils ont vécu, mais Raffaella n'est pas disposée à renoncer à la société de privilège qui a une forte emprise sur elle. Abandonné par l'objet de ses désirs, Gennarino revient à sa triste vie et au mariage sans amour, loin de son île paradisiaque.

## Fiche technique
- Titre original : Travolti da un insolito destino nell'azzurro mare d'agosto[2] (litt. « Emportés par un destin insolite sur la mer bleue du mois d'août »)
- Titre français : Vers un destin insolite sur les flots bleus de l'été
- Réalisation : Lina Wertmüller
- Scénario : Lina Wertmüller
- Montage : Franco Fraticelli
- Son : Mario Bramonti
- Musique : Piero Piccioni
- Photographie : Ennio Guarnieri, Giuseppe Fornari, Stefano Ricciotti
- Producteur : Romano Cardarelli
- Société de production : Medusa Film
- Pays de production :  Italie
- Langue de tournage : italien
- Format : Couleur (technicolor) - 1,85:1 - Son mono - 35 mm
- Genre : Comédie dramatique, satire politique, aventures, romance
- Durée : 114 minutes (1h54)
- Date de sortie : 
  - Italie : 19 décembre 1974
  - France : 5 mai 1976

## Distribution
- Giancarlo Giannini (V. F. : Marc de Georgi) : Gennarino Carunchio
- Mariangela Melato (V. F. : Michèle Bardollet) : Raffaella Pavone Lanzetti
- Riccardo Salvino (V. F. : Claude Nicot) : Pavone Lanzetti
- Isa Danieli : Madame Carunchio
- Aldo Puglisi : un collègue de Gennarino
- Anna Melita : une connaissance de Raffaella
- Eros Pagni : un journaliste de gauche qui connaît Pavone Lanzetti

## Production
Les décors du film sont des paysages de la Sardaigne. Le film a été tourné en juillet 1974 le long de la côte est de la Sardaigne, dans le golfe d'Orosei, dans la province de Nuoro ; le bateau loué pour le tournage de la première partie du film est le Shamrock V de classe J, qui portait à l'époque le nom de Quadrifoglio. La plage où les deux naufragés ont débarqué est Cala Fuili, dans la municipalité de Dorgali. La plage de Cala Luna, à cheval sur les communes de Dorgali et Baunei, a servi de décor à une autre grande partie du tournage. Le refuge de Carunchio et les scènes les plus sensuelles ont été tournées dans les dunes de Capo Comino (it), dans la commune de Siniscola.
Bien que dans le film il semble que les naufragés voyagent le long d'une seule plage, en réalité ces rivages sont distants de plusieurs kilomètres. La scène finale du départ en hélicoptère se déroule plutôt à Tortolì, Ogliastra, également dans la province de Nuoro.

## Accueil
Avec 5 644 359 entrées rapportant 3 660 367 000 lires, le film se positionne en 11e place du box-office Italie 1974-1975.

### Critique
Les critiques ont été contrastées à sa sortie. Il Morandini estime que comme dans Mimi métallo blessé dans son honneur et Film d'amour et d'anarchie, le couple Giannini-Melato fonctionne, surtout dans la partie centrale sado-masochiste et sauvage, mais l'incapacité de la réalisatrice à contrôler la matière narrative l'empêche une fois de plus de laisser une trace durable. 
Rétrospectivement, pour Francesco Tortora du Corriere della Sera, Vers un destin insolite sur les flots bleus de l'été est « un film amusant qui raconte l'idéologie des années 1970 avec ironie et dérision. Le couple Melato-Giannini est réellement inspiré et réussit à interpréter les clichés d'une époque à leur meilleur. Les excès et les tournures populistes ne manquent pas, mais le film reste, des années plus tard, l'un des plus spirituels sur les stéréotypes de la lutte des classes ». Longtake donne au film 2,5 étoiles sur 4, regrettant « quelques scènes un peu trop longues, surtout dans la partie centrale, et quelques dialogues trop caricaturaux, mais la thèse de base fait mouche et les acteurs sont en état de grâce, offrant des séquences dignes d'anthologie (le premier accès de colère de Gennarino, lorsqu'il gifle violemment sa maîtresse détestée pour se venger des torts subis) ».
L'inversion du rapport de force sur l'île entre la bourgeoise snob incarnée par Melato et l'ouvrier joué par Giannini qui était auparavant son serviteur a été l'objet de nombreuses analyses. Pour Benjamin De Mott dans les pages d'Atlantic, cette « inversion des rôles comique et provocante » dans le film tend à prouver que « l'on ne peut pas attendre des opprimés qu'ils se comportent mieux que leurs oppresseurs ». Mais pour Tania Modleski, « Dans ses termes les plus simples, l'intrigue est scandaleuse et constitue une insulte aux féministes ».

« Alors que l'oppression de Gennarino sur le yacht provenait uniquement de sa position de travailleur, l'oppression de Rafaella sur l'île est le résultat de sa triple impuissance : en tant que personne riche qui n'a jamais été confrontée à d'éprouvantes épreuves de survie, en tant que femme dont on attend qu'elle soit inadéquate en termes d'aptitudes physiques et d'audace, et en tant que personne toujours vulnérable aux agressions sexuelles. Gennarino en profite pleinement. Ainsi, même si Wertmüller ne voulait transmettre qu'un message politique, elle a brouillé les pistes au lieu de les clarifier. Elle aurait dû faire des deux protagonistes des hommes. »

— Tania Modleski
D'après Justin Kwedi dans DVDclassik, le jeu entre les deux protagonistes « va pourtant prendre un tour plus pervers lorsque tout ce ressentiment va générer un rapport dominant/dominé, d'abord amusant puis assez dérangeant car nourrissant autant le mépris initial de Raffaella que le réel machisme de Gennarino [...] Les deux protagonistes sont ainsi renvoyés dos à dos, Lina Wertmüller balaie ainsi toutes les idéologies d'un revers de la main, la malveillance bien humaine les rendant forcément utopiques », ce qui était d'après lui déjà le cas dans les autres films de la réalisatrice. D'après Enrique Seknadje, sur culturopoing.com, si le film peut faire penser à la « dialectique hégélienne du maître et de l’esclave », il y a également « le plaisir pris par les deux personnages à un retour à la nature, vécu entre candeur et sauvagerie, et à un lâcher-prise par rapport aux impératifs de la fausse civilisation. Gerranino décide que l’amour et la passion – spirituelle et charnelle – remplaceront la violence sexuelle à laquelle il était d’abord tenté de recourir ». D'après Le Cinématographe qui a organisé une rétrospective sur le film en octobre 2017, Lina Wertmüller est une « cinéaste féministe et engagée, [qui] signe un film aussi audacieux que subversif, véritable pied de nez à l’ordre établi et à l’Italie patriarcale des années 1970 ».

### Prix
- David di Donatello du meilleur musicien pour Piero Piccioni.
- Prix du National Board of Review pour le meilleur film étranger[13].
- Prix du meilleur film au Festival international du film de Téhéran.

## Postérité
Le film a pu inspirer les scénaristes de l'épisode 3 de la saison 5 de la série télévisée Code Quantum (Quantum Leap), intitulé La Mégère et le marin (1992).
En 2002, Guy Ritchie en fait un remake avec le film À la dérive (Swept Away), avec Madonna et Adriano Giannini dans les rôles principaux.